# Paillart
Paillart és un municipi francès, situat al departament de l'Oise i a la regió dels Alts de França. L'any 2007 tenia 615 habitants.

## Demografia

### Població
El 2007 la població de fet de Paillart era de 615 persones. Hi havia 237 famílies de les quals 57 eren unipersonals (20 homes vivint sols i 37 dones vivint soles), 74 parelles sense fills, 94 parelles amb fills i 12 famílies monoparentals amb fills.
La població ha evolucionat segons el següent gràfic:
Habitants censats

### Habitatges
El 2007 hi havia 281 habitatges, 243 eren l'habitatge principal de la família, 20 eren segones residències i 18 estaven desocupats. 264 eren cases i 15 eren apartaments. Dels 243 habitatges principals, 186 estaven ocupats pels seus propietaris, 55 estaven llogats i ocupats pels llogaters i 2 estaven cedits a títol gratuït; 1 tenia una cambra, 18 en tenien dues, 49 en tenien tres, 86 en tenien quatre i 89 en tenien cinc o més. 200 habitatges disposaven pel capbaix d'una plaça de pàrquing. A 96 habitatges hi havia un automòbil i a 122 n'hi havia dos o més.

### Piràmide de població
La piràmide de població per edats i sexe el 2009 era:
| Homes | Edats   | Dones |
| ----- | ------- | ----- |
| 0     | 95 o +  | 0     |
| 0     | 90 a 94 | 0     |
| 4     | 85 a 89 | 0     |
| 4     | 80 a 84 | 4     |
| 4     | 75 a 79 | 4     |
| 8     | 70 a 74 | 16    |
| 24    | 65 a 69 | 16    |
| 4     | 60 a 64 | 16    |
| 24    | 55 a 59 | 24    |
| 16    | 50 a 54 | 36    |
| 24    | 45 a 49 | 16    |
| 16    | 40 a 44 | 12    |
| 32    | 35 a 39 | 28    |
| 24    | 30 a 34 | 20    |
| 16    | 25 a 29 | 28    |
| 12    | 20 a 24 | 12    |
| 12    | 15 a 19 | 20    |
| 20    | 10 a 14 | 12    |
| 28    | 5 a 9   | 16    |
| 20    | 0 a 4   | 12    |

## Economia
El 2007 la població en edat de treballar era de 402 persones, 285 eren actives i 117 eren inactives. De les 285 persones actives 245 estaven ocupades (132 homes i 113 dones) i 40 estaven aturades (13 homes i 27 dones). De les 117 persones inactives 54 estaven jubilades, 27 estaven estudiant i 36 estaven classificades com a «altres inactius».

### Ingressos
El 2009 a Paillart hi havia 237 unitats fiscals que integraven 599 persones, la mediana anual d'ingressos fiscals per persona era de 17.194 €.

### Activitats econòmiques
Dels 16 establiments que hi havia el 2007, 1 era d'una empresa de fabricació de material elèctric, 3 d'empreses de construcció, 3 d'empreses de comerç i reparació d'automòbils, 2 d'empreses de transport, 3 d'empreses d'hostatgeria i restauració, 1 d'una empresa de serveis i 3 d'empreses classificades com a «altres activitats de serveis».
Dels 6 establiments de servei als particulars que hi havia el 2009, 2 eren paletes, 1 empresa de construcció, 1 perruqueria i 2 restaurants.
L'any 2000 a Paillart hi havia 16 explotacions agrícoles.

## Equipaments sanitaris i escolars
El 2009 hi havia una escola elemental.

## Poblacions més properes
El següent diagrama mostra les poblacions més properes.